# Неа Митрополис (хотел)
„Неа Митрополис“ (на гръцки: Ξενοδοχείο «Νέα Μητρόπολις») е емблематичен хотел в град Солун, Гърция.

## Местоположение
Зданието е разположено на кръстовището на улица „Сингрос“ с улица „Птолемеос“.

## История
Сградата е построена в 1924 година по проект на гръцкия архитект Йоанис Димитриадис. Той е един от малкото хотели за времето си, който е управляван от собствениците си. Принадлежи към хотелите от клас „А“ заедно с „Атлас“, „Мегали Вретания“, „Виени“, „Андромеда“ и „Минерва“ на улица „Сингрос“. Към началото на XXI век продължава да работи по предназначението си.

## Архитектура
Сградата се състои от партер, мецанин и три етажа. Образец e на еклектиката с характерния елемент на отрязване на ъгъла на двете страни, който завършва с триъгълен фронтон. Фасадите са организирани с вертикални и хоризонтални зони на отвори, с редуващи се прозорци и външни врати и няколко балкона. Постройката е богато украсена с фалшиви колони, гравюри, висулки, декоративни панделки и парапети с геометрични шарки. Леко изпъкналият корниз се поддържа от сложни корнизи, а короната е завършена с изграден парапет.
Във вътрешността е запазено стълбището с парапета, гипсова релефна украса в общите части, но и в стаите, вътрешната дограма и чугунените радиатори.